# Lascazères
Lascazères település Franciaországban, Hautes-Pyrénées megyében. Lakosainak száma 312 fő (2022. január 1.). Lascazères Hagedet, Bétracq, Moncaup, Monpezat, Caussade-Rivière, Sombrun és Villefranque községekkel határos.

## Népesség
A település népességének változása:
| Lakosok száma | 306  | 313  | 341  | 311  | 308  | 311  | 309  | 307  | 312  |
|               | 2013 | 2015 | 2016 | 2017 | 2018 | 2019 | 2020 | 2021 | 2022 |